# جيسيكا مونرو
جيسيكا مونرو هي مجدفة كندية، ولدت في 31 مايو 1966 في بالو ألتو في الولايات المتحدة.

## وصلات خارجية
- جيسيكا مونرو على موقع الاتحاد الدولي للتجديف (الإنجليزية)
- جيسيكا مونرو على موقع الاتحاد الدولي للتجديف (الإنجليزية)
- جيسيكا مونرو على موقع اللجنة الأولمبية الدولية (الإنجليزية)
- جيسيكا مونرو على موقع أوليمبيديا (الإنجليزية)
- جيسيكا مونرو على موقع اللجنة الأولمبية الكندية (الإنجليزية)
- جيسيكا مونرو على موقع قاعة كندا للمشاهير الرياضية (الإنجليزية)